# Epsilon Canis Minoris
Epsilon Canis Minoris (ε CMi / ε Canis Minoris) é uma estrela na constelação de Canis Minor. Ela é uma gigante amarela de classe G e sua magnitude aparente é de 4,998. Ela está a cerca de 990 anos-luz da Terra.